# 水母、流星
《水母、流星》是大塚愛第18張單曲，同時也是自《桃花花瓣》發表出道以來的五周年，由艾迴於2008年9月10日發行。臺灣地區於9月12日發行，僅初回版。五周年紀念版附上大塚愛親筆感言小卡以及「水母、流星」封面貼紙，同時在五周年封面上擺出與《桃花花瓣》封面上相同的姿勢。該歌曲被認定為是大塚愛創下佳績的「星象儀」與「金魚花火」後繼歌曲，曲風類似，但販售成績並沒有如同前兩曲耀眼。

## 收錄曲目
「水母、流星」作為一首夏末的抒情歌曲，是本單曲的主題。以相距遙遠的情人為意境所創作的歌曲。大塚愛表示：「遠距離相戀的兩人，遙望著同一片星空中的流星並許願祝福對方，當初自己手繪好的『流星』偶然間倒著看，竟像是海中飄浮著的『水母』。」，因此將歌曲名稱定為「水母、流星」。
「H2O」則是一個曲風樂觀開朗的搖滾音樂，與「Happy Days」有異曲同工之妙。
「雨滴、華爾滋 ～LOVE MUSiC～」依照名稱就能知曉是收錄在《LOVE COOK》及精選輯《愛 am BEST》的歌曲「LOVE MUSiC」的重新混音版本，帶有華爾滋舞曲的旋律在其中。

### CD
1. 水母、流星 (05:01)
第五張專輯《LOVE LETTER》收錄曲。
2. H2O (03:31)
3. 雨滴、華爾滋 ～LOVE MUSiC～ (04:12)
4. 水母、流星（演奏版） (05:01)
5. H2O（演奏版）(03:29)

### DVD
1. 水母、流星 Music Clip

## 外部連結
- YouTube上的大塚 愛 / クラゲ、流れ星